# Alekszandr Nyikolajevics Balangyin
Alekszandr Nyikolajevics Balangyin (oroszul: Александр Николаевич Баландин; Frjazino, 1953. július 30. –) szovjet-orosz gépészmérnök, űrhajós.

## Életpálya
A Moszkvai Műszaki Főiskolán (ma: Bauman Műszaki Egyetem) 1976-ban gépészmérnökként diplomázott. Az NPO Energia vállaltnál mérnökként különböző feladatokon (űregységek repülésének ellenőrzése, Szojuz szimulátor fejlesztése) dolgozott. Részt vett a Buran programban, a tervezés során ergonómia feladatokat végzett.
1978. december 1-től részesült űrhajóskiképzésben. Összesen 179 napot, 1 órát, 17 percet és 57 másodpercet töltött a világűrben. Összesen 10 órát 47 percet töltött szereléssel a világűrben. A Kvant-2 átrakodása során a zsilipet nem tudták használni, csak a hátsó ajtót, aminél záródási problémák merültek fel. Július 17-én 7 óra 16 perc alatt sikerült a problémát elhárítania. Második külső munkája  Július 26-án 3 óra 31 percig tartott.
1994. október 14-én egészségi okok miatt köszönt el az űrhajósoktól. A nonprofit NPO Energia (oroszul: НПО Энергия) vállalatnál 1974-ig dolgozott, majd 2000-ig Lendint-Association (koordinációs igazgatóság) elnöke.

## Űrrepülések
Szojuz TM–9 fedélzeti mérnök
Bélyegen is megörökítették az űrrepülését.

### Tartalék személyzet
Szojuz TM–8 fedélzeti mérnök

## Kitüntetések
A Lenin-rend tulajdonosa.